# بوشيني صخري
بوشيني صخري (الاسم العلمي: Puccinia rupestris) هو نوع من الفطريات يتبع جنس البوشيني من فصيلة البوشينية.